# Rachel Mandelbaum
Rachel Mandelbaum es una Profesora de astrofísica en la Universidad Carnegie Mellon. Estudia la cosmología y la evolución galáctica, centrándose en la materia oscura y la energía oscura. Gran parte de su trabajo ha utilizado el fenómeno de la lente gravitacional de las galaxias y ella ha realizado mejoras significativas en la calibración de los parámetros de la lente.

## Educación
Mandelbaum obtuvo su Grado en física con los más altos honores por la Universidad de Princeton en el año 2000.
Hizo su Doctorado en física en la Universidad de Princenton en 2006 y es Profesora Asistente de física en la Universidad Carnegie Mellon.

## Investigación
Mandelbaum estudia la cosmología usando la técnica de lentes gravitacionales débiles. Ha contribuido a más de 100 artículos publicados desde 2011.

## Premios
Mandelbaum ha recibido numerosos premios, incluyendo el Alfred P. Sloan Fellowship en 2013, el Premio de Carrera Temprana del Departamento de Energía en 2012 y el Premio Annie Jump Cannon en Astronomía de la Sociedad Estadounidense de Astronomía en 2011.